# Groupe Structures
Le Groupe Structures est un atelier d'architecture et d'urbanisme fonctionnaliste belge. Il connut son heure de gloire durant les années 1950, 1960 et 1970. Sa dernière grande contribution, au sein de l'association Atelier Espace Léopold - concerne le complexe Espace Léopold abritant le parlement européen à Bruxelles.
On lui doit de nombreux témoins de la bruxellisation qui caractérise ces années comme les blocs de logements sociaux « rue des Potiers » et « Rempart des Moines », la Cité Modèle du Heysel, le Manhattan Center, les tours 1 et 2 du World Trade Center de Bruxelles, le Centre de Communication Nord ou encore la Tour Philips qui écrase le site de la place de Brouckère de ses volumes glacés.

## Historique
Le Groupe Structures a été fondé en 1949 par Jacques Boseret-Mali, Raymond Stenier et Louis Van Hove, architectes diplômés de l'Institut supérieur d'architecture de Saint-Luc.
En 1982, il fut repris par les architectes Jacques Cremer, Jean van Pottelsberghe et Léo Ravenstein. Ils agirent sous le nom de l'atelier d'architecture "CRV".
En 2005, est créé une nouvelle société, sans lien direct avec le Groupe Structures, GS3 architectes associés, littéralement « Groupe Structures 3 » par les architectes Vincent Dehon (ex-architecte du Groupe Structures), Christian Arpigny et Fabrizio Trobbiani (ce dernier a quitté entre-temps l'association).
Le Groupe Structures a poursuivi ses activités jusqu'en 2014. GS3 architectes associés poursuit ses activités.

## Réalisations de style fonctionnaliste
- 1958-1965 Bloc de logements sociaux « rue des Potiers » à Bruxelles[5]

- 1960-1972 Cité Modèle du Heysel (Renaat Braem - Groupe Structures - Groupe l'Équerre)[3]

- 1964-1966 Blocs de logements sociaux « Rempart des Moines » du « Foyer Bruxellois », rue Notre-Dame du Sommeil à Bruxelles (côté impair)[6]

- 1967-1969 Tour Philips, boulevard Anspach à Bruxelles[7],[3],[8]

- 1968-1973 Manhattan Center (Hôtel Sheraton), place Rogier à Bruxelles[3]

- 1969-1974 Tours 1 et 2 du World Trade Center, boulevard Simon Bolivar à Bruxelles (quartier nord) (René Stapels, Claude Emery, Groupe Structures, André et Jean Polak)

- 1972 Centre de Communication Nord (CCN)[3]

- 1972 Siège central de la chaîne de supermarchés GB, avenue des Olympiades 20 à Evere[9]